# 合金弹头4
合金弹头4，是PLAYMORE接手SNK开发的合金彈頭系列第5作，2002年在SNK 基板上推出。角色上塔爾馬·羅賓上尉和笠本英里中士成為後勤人員，增加了史帕羅小隊隊員納狄雅·凱索和「游隼」小隊隊長崔佛·史貝西，及選擇角色的人像更動畫化。由於收購及製作時間不足，相比3代，關卡縮短以及場景重複使用前代作品，沒有太多驚喜。

## 劇情簡介
『越南大戰3』一年後發生的事件，世界的人們都對電腦異常犯罪恐怖份子感到恐懼，各國的軍事組織對之前電腦病毒「WHITE-BABY」在網際網路上的出現，都感到憂心沖沖。
而「WHITE-BABY」是一種新型電腦病毒，它主要能奪取各個國家的軍方電腦系統的控制權。
這個電腦恐怖份子的組織叫做「阿瑪迪斯」（AMADEUS，意為被神鍾愛的人），到處利用「WHITE-BABY」破壞各個網路的安全系統來顯示自己的能力。
於是在得知這項消息之後，國際緊急對策討論會便決定實行兩個主要方案。
首先先加強討論會的陣容。然後就是想辦法派兵陣壓阿瑪迪斯。然而網上打擊阿瑪迪斯的行動早已展開了，於是安排突擊部隊的攻擊一事也迫在眉睫。
這只是事情的序曲罷了。
想當然，這種事必定得落在特殊工作部隊PF隊的肩上，於是PF隊也開始組織工作部隊了。
可惜他們手腳還是太慢了，正規軍情報處理中心接收到了一個可信度極高的情報，那就是阿瑪迪斯準備要攻擊世界情報交流設施，這個消息外流更加地造成世界恐慌
可謂箭在弦上不可不發，要發比別人早一步總是贏的，於是一方面塔爾馬和英里受命擔任「WHITE-BABY」的解毒開發小組的保護人員。
另一方面，PF隊與SPARROWS也協力要開始準備突擊，除了兩方的領導人馬爾可和菲歐要加入外，這次更多了兩位新軍-納狄雅和崔佛。
於是MISSION 4即將開始行動。
出發前，他們六人會合在資訊處理室中。
據聞發現了阿瑪迪斯的行蹤，只是當他們載入了衛星圖像後
原本只是先看到阿瑪迪斯的類似軍營駐紮的地方，然而又有個極熟悉的背影，當下一張播放在他們眼前時，卻又令六人為之驚愕。
那是一張對著鏡頭笑的摩丁元帥的影像。
他們深知任務將更為棘手。然而，戰鬥即將展開。

## 新人物
- 崔佛Trevor
- 納狄雅Nadia

## 關卡BOSS
- MISSON1

巨大飛行船勇士號ブラーヴ・ゲリエ
- MISSON2

戰爭圖騰（組合式多層大炮）
- MISSON3

萬能射程戰鬥車改良型Iron
- MISSON4

大約翰
- MISSON5

潛水戰艦海惡魔
- FINAL MISSON

マザーコンピューター「アマデウス」（主體母電腦「阿瑪迪斯」）

## 新增要素
本作仍有很多隱藏分支，隱藏分支不會出現提示。
在第一關的隱藏分支，以及最後一關被研究員射中，會變成猩猩。
一定時間內攻擊敵方的徽章系統，過關結算時依獲得的等級來給予得分
战俘会用字幕的形式喊话，包括未被解救状态的HELP及碰到玩家时的THANKS。
首次出現新式武器雙持機槍-2H，初期彈藥200發。

## 外部連結
- 越南大戰系列官方網站（页面存档备份，存于）
- 越南大戰4官方網站 （页面存档备份，存于）